# Skauti a skautky bharat
Bharat Scouts and Guides (BSG; भारत स्काउट्स एवं गाइड्स) je národní koedukovaná skautská organisace Indie. Ústředí BSG je oficiálně uznáváno indickou vládou.
Skauting v Indii má počátky v roce 1909 kdy zde vznikl zámořská větev Skautské asociace (GB), součástí WOSM se organisace stala v roce 1938. Skauting pro dívky započal v roce 1911 a dívčí kmen byl jedním ze zakládajících členů WAGGGS v roce 1928. Členem BSG je 2 886 460 chlapců (roku 2011) a 1 286 161 dívek (k roku 2005).

## Zámořské jednotky
BSG udržuje indické oddíly také v Saúdské Arábii, Kataru, Spojených arabských emirátech a Ománu. Saúdskoarabská větev má 222 členů, a ománská má 5 414 členů.